# マテュー・クタドゥール
マテュー・クタドゥール（Mathieu Coutadeur, 1986年3月20日 - ）は、フランス・サルト県ル・マン出身の元サッカー選手。現役時代のポジションはミッドフィールダー。

## 経歴
2004年、ママドゥ・サマサ等と共にクープ・ガンバルデッラ(U-18のカップ戦)で優勝した。2005年にデビューし、2007年3月10日のASサンテティエンヌ戦でプロとして初ゴールを記録した。2007-08シーズンはルディ・ガルシア監督がより攻撃的なボランチであるハッサン・イェブダをレギュラーとしたため、出場機会が限られていた。2008-09シーズンは副キャプテンに指名され、レギュラーとしてプレーしている。2009年の移籍期間ギリギリでASモナコに移籍し4年契約を結んだ。
2011年6月、FCロリアンに移籍した。
2016年7月、スタッド・ラヴァルに移籍した。
2017年6月、ACアジャクシオに移籍した。